# 北袖駅
北袖駅（きたそでえき）は、千葉県袖ケ浦市北袖にある京葉臨海鉄道臨海本線の貨物駅。

## 駅概要
車扱貨物の取扱駅となっている。
富士石油袖ヶ浦製油所への専用線が敷設され、線路上に石油荷役設備が設置されている。石油製品の発送先は倉賀野駅・郡山駅・宇都宮貨物ターミナル駅・八王子駅。
2000年ごろまでは、ジャパンエナジー袖ヶ浦潤滑油工場（現・ENEOS袖ヶ浦事業所）への専用線もあり、機械油などの発送も行われていた。

## 歴史
- 1968年（昭和43年）10月1日：袖ヶ浦駅として開業[1]。なお、現在の袖ケ浦駅は楢葉駅を当時名乗っていた。
- 1974年（昭和49年）3月1日：北袖駅に改称。

## 1985年時の常備貨車
- 共同石油所有
  - タキ45000形（石油類（ガソリン除く）専用）13両
  - タキ35000形（ガソリン専用）5両
  - タキ9900形（ガソリン専用）1両
- 日本石油輸送所有
  - タキ23700形（石油類（ガソリン除く）専用）2両
  - タキ35000形（ガソリン専用）7両
  - タキ6900形（アクリルニトリン専用）3両
- 日本陸運産業所有
  - タキ45000形（石油類（ガソリン除く）専用）3両
  - タキ35000形（ガソリン専用）10両
  - タム9800形（アミノ酸専用）1両
  - タキ18600形（塩化アンモニア専用）2両
  - タキ18810形（アクリルアマイド液専用）4両
  - タキ2800形（カセイソーダ液専用）7両
  - タキ25000形（LPガス専用最高使用圧力21.6kg/cm3 ）32両
  - タキ5450形（液化塩素（航送用）専用）2両
  - タキ8700形（酢酸ビニール専用）2両

「昭和60年版私有貨車番号表」『トワイライトゾーンMANUAL13』ネコ・パブリッシング、2004年

## 駅周辺
- 富士石油袖ヶ浦製油所
- ENEOS袖ヶ浦事業所（旧・ジャパンエナジー袖ヶ浦潤滑油工場）

## 隣の駅
京葉臨海鉄道
■臨海本線
椎津駅 - （北袖分岐点） - 北袖駅